# Hiperinfláció

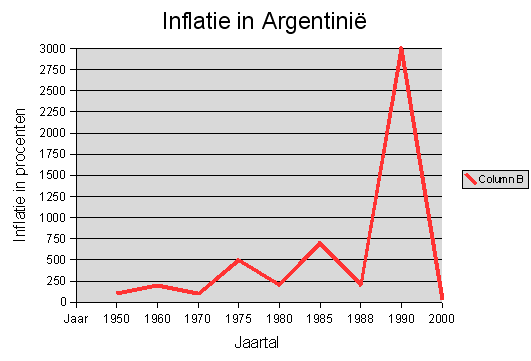
Hiperinfláció Argentínában

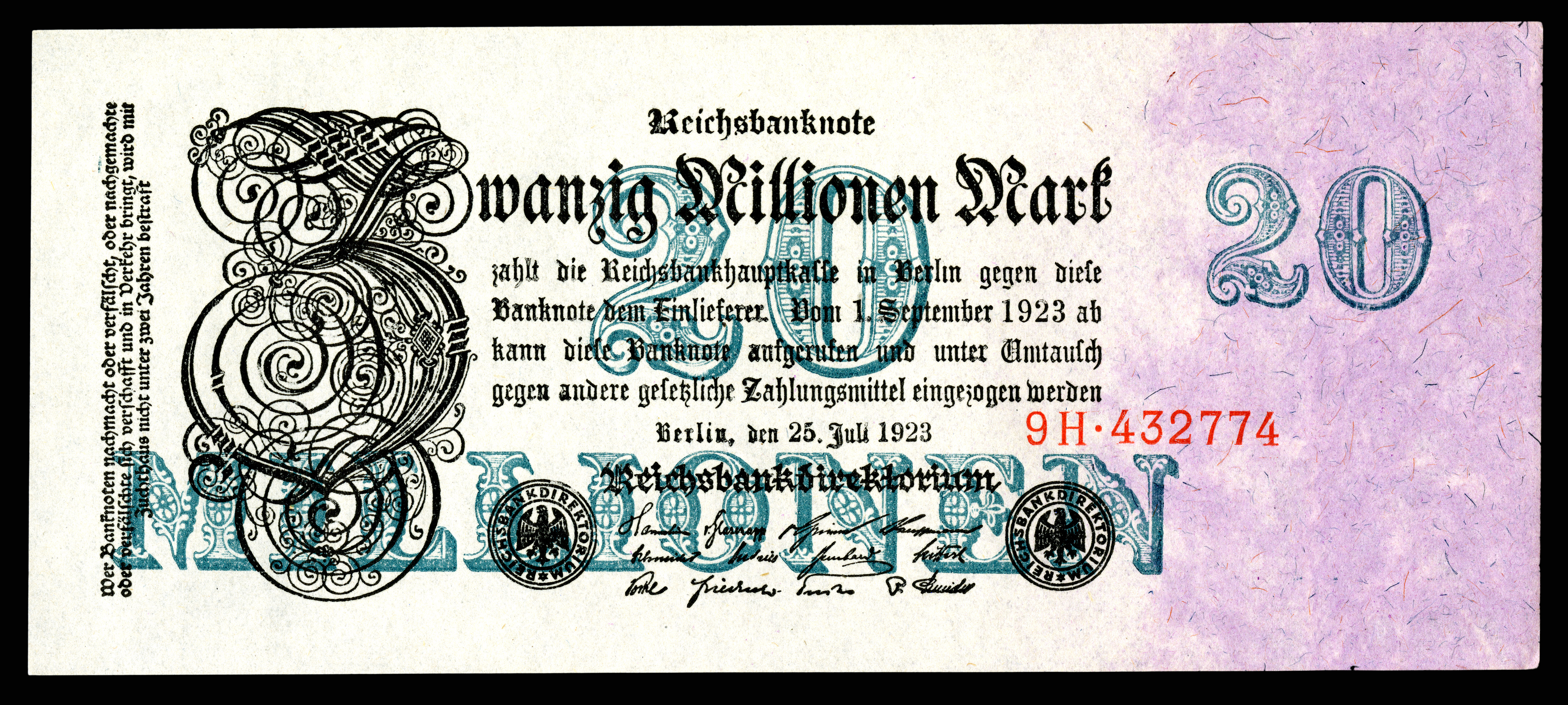
Német hiperinflációs, márkás bankjegy 1923-ból

A hiperinfláció szélsőségesen nagy infláció. Általában a havi 50%-nál nagyobb árszínvonal-emelkedést nevezzük hiperinflációnak. A pénz értéktelenné válik, nem látja el vagyontartási, értékmérő és csereeszköz szerepét. Ezeket a szerepeket egy stabil valuta (például dollár) vagy áru (például cigaretta), esetleg az arany veszi át, és felvirágzik a cserekereskedelem is. A gazdaság hatékonysága csökken, mert az emberek idejét termelés helyett az infláció miatti tevékenységek töltik ki. Az állam adóbevételei visszaesnek, mert az adómegállapítás és adóbefizetés közti időben az adó reálértéke drasztikusan csökken. A hiperinfláció a gazdaság összeomlásának jele, ilyenkor a költségvetési politika alapvető átalakítására van szükség.

## Okai
A legtöbb hiperinflációt az indítja el, hogy az államnak nincs elegendő bevétele. A költségvetési hiányt általában hitelekből fedezik, de ha egy állam nem tud hitelt felvenni, például mert a hitelezők túl kockázatosnak tartják, akkor kénytelen növelni a pénzkibocsátást, magyarul pénzt nyomtatni. Ha a központi bank megfelelő (arany-, áru- vagy egyéb) fedezet nélkül nyomtat pénzt, akkor az elértéktelenedik, ami inflációt okoz. Emiatt az adóbevételek reálértéke csökken, a hiány tovább emelkedik, ezért az állam kénytelen még több pénzt kibocsátani, ami tovább gerjeszti az inflációt. A folyamat öngerjesztő, a végeredmény hiperinfláció. Az egyetlen kiút a szigorú költségvetési reform. A kormányzati kiadások csökkentésével és adóemeléssel csökkenthető a pénzkibocsátásból származó bevétel (seigniorage) iránti igény, ezért csökkenteni lehet a pénzkibocsátást is.

## Hiperinflációk a történelemben
Az első komoly pénzromlás a Római Birodalomban volt, amely a Severus-dinasztia alatt kezdődött, és Aemilianus valamint Valerianus uralkodása alatt tetőzött. A császárok egyre több adót vetettek ki, közben a birodalom népessége és a gazdaság teljesítőképessége jelentősen csökkent, ezért nőtt az adózás alól kibúvók aránya, valamint a sorozatos katonai vereségek és polgárháborúk miatt hihetetlen módon felszaporodtak a birodalom kiadásai, amit az államkincstár már nem volt képes fedezni (különösen I. Ardashir és Sapor királyok perzsa betörései alatt). Ekkor drasztikusan csökkentették a pénz nemesfémtartalmát, ami a teljes elértéktelenedéséhez, emiatt magas inflációhoz vezetett. Egy gazdasági hanyatlási spirál alakult ki, a pénzgazdálkodásról visszatértek a naturálgazdálkodásra.

### A 20. században
Az első világháború után több országban is hiperinfláció alakult ki, a legnagyobb Németországban. A pénzromlás mértéke elérte a havi 3,25 millió százalékot (az árak 49 óránként duplázódtak). Németországot a győztes hatalmak jóvátételre kötelezték, de mivel nem fizetett, megszállták az ipari központjait. A kieső bevétel pótlására kezdett a kormány fedezet nélkül pénzt nyomtatni, ami végül hiperinflációba torkollott.
A történelem legnagyobb áremelkedése Magyarországon volt a második világháború után. 1945 júliusában hiperinfláció kezdődött; 13 hónapon keresztül tarolt az egész gazdaságban, és végül inflációs világrekord lett a következménye. A havi infláció megközelítette a 41 900 billió (4,19 ×  1016) százalékot, az árak 15 óránként duplázódtak. 1946. augusztus 1-jén a magyar pengőt leváltotta a forint, ekkor 400 000 000 000 000 000 000 000 000 000 (4 × 1029) pengő ért egy forintot. A gyors drágulás a vesztett háború, a kifosztott államkassza és az elégtelen termelés törvényszerű következménye volt, ugyanúgy, mint a mind magasabb címletű pénzek kibocsátása s a nyomasztó pénzhiány enyhítésére a „bankóprés” beindítása. Az infláció ütemét jellemzi egy akkori középvezetői beosztásban lévő ember elbeszélése is: a talicskányi egynapi fizetését munka után sietve hazatolta, de felesége egy óra múlva már csak két tojást kapott érte. Az árak alakulására példaként egy korabeli háztartási naplóból idézünk: 1 kilogramm kenyér ára 1945 augusztusában 6 pengő, októberben 27, novemberben hó elején 80, hó végén 135, december első felében 310, második felében 550, 1946 januárjában hó elején 700, hó végén 7000, május elején 8 000 000, a végén 360 000 000, júniusban 5 850 000 000 pengő volt. 1946. augusztus 1-jén jött a forint. A pengő és a forint átváltási aránya: 400 kvadrilliárd pengőért (4 × 1029, ez a nagynak tekintett Avogadro-szám majdnem milliószorosa) lehetett egy darab új egyforintos érmét kapni.
Nem ekkora mértékű, de hiperinflációnak számító pénzromlás volt az 1980-as években több latin-amerikai országban: Bolíviában és Peruban 1985-ben, illetve 1988–1990-ig; Mexikóban 1982–1988 között, Argentínában a Falkland-szigeteki háború után 1982-ben és Brazíliában 1990-es évek elején.
Jugoszláviában 1993. október 1. és 1994. január 24. közötti időszakban 5 billiárd százalék volt az infláció.

### A 21. században
Irakban 2003 tavaszán, a háború kitörésekor volt hiperinfláció.
Zimbabwéban az ezredfordulót követően, Robert Mugabe katasztrofális hatású gazdasági intézkedései következtében egyre növekvő ütemű, hiperinflációba torkolló pénzromlás kezdődött, amelynek mértéke 2008 tavaszán elérte az évi 165 000 (havi 272) százalékot, augusztusra az évi 231 millió százalékot.
Zimbabwéban 2008 novemberében az infláció megközelítette, de nem érte el az 1946-os magyar rekordot. Az árak ekkor naponta megkétszereződtek.
Fehéroroszországban 2011-ben 118,1%-os maginfláció volt.
Venezuelában 2019-ben a 10 millió százalékot is elérheti az infláció, 2018-ban az IMF szerint 1,4 millió százalék volt.